# Fjaler
Fjaler ist eine norwegische Kommune in der Provinz Vestland. Die Kommune grenzt im Osten an Sunnfjord und im Süden an Høyanger und Hyllestad. Über den Fjord liegen Solund im Westen und Askvoll im Norden. Das administrative Zentrum liegt in Dale i Sunnfjord. Zudem ist in Dale das Nordisk Kunstnarsenter Dale, ein internationales Artist-in-Residency-Zentrum, beheimatet.

## Geografie
Fjaler liegt in der westnorwegischen Provinz Vestland, in der historischen Landschaft Sunnfjord. Die Gemeinde liegt südlich des Dalsfjords. Durch die langgezogene Form der Kommune verändert sich die Landschaft von einer typischen Küstenlandschaft im Westen zu einer Berglandschaft im Osten. Die höchste Erhebung der Gemeinde ist der Berg Styggeheia (799 moh.)
Die heutigen Grenzen sind das Resultat einer Neuordnung der Kommunegrenzen im Jahr 1990, durch die die Gebiete nördlich des Dalsfjords den Gemeinden Askvoll und Gaular zugeschlagen wurden. Dafür gehört seitdem das Gebiet um Våge im Nordwesten der Kommune zu Fjaler.

### Verkehr

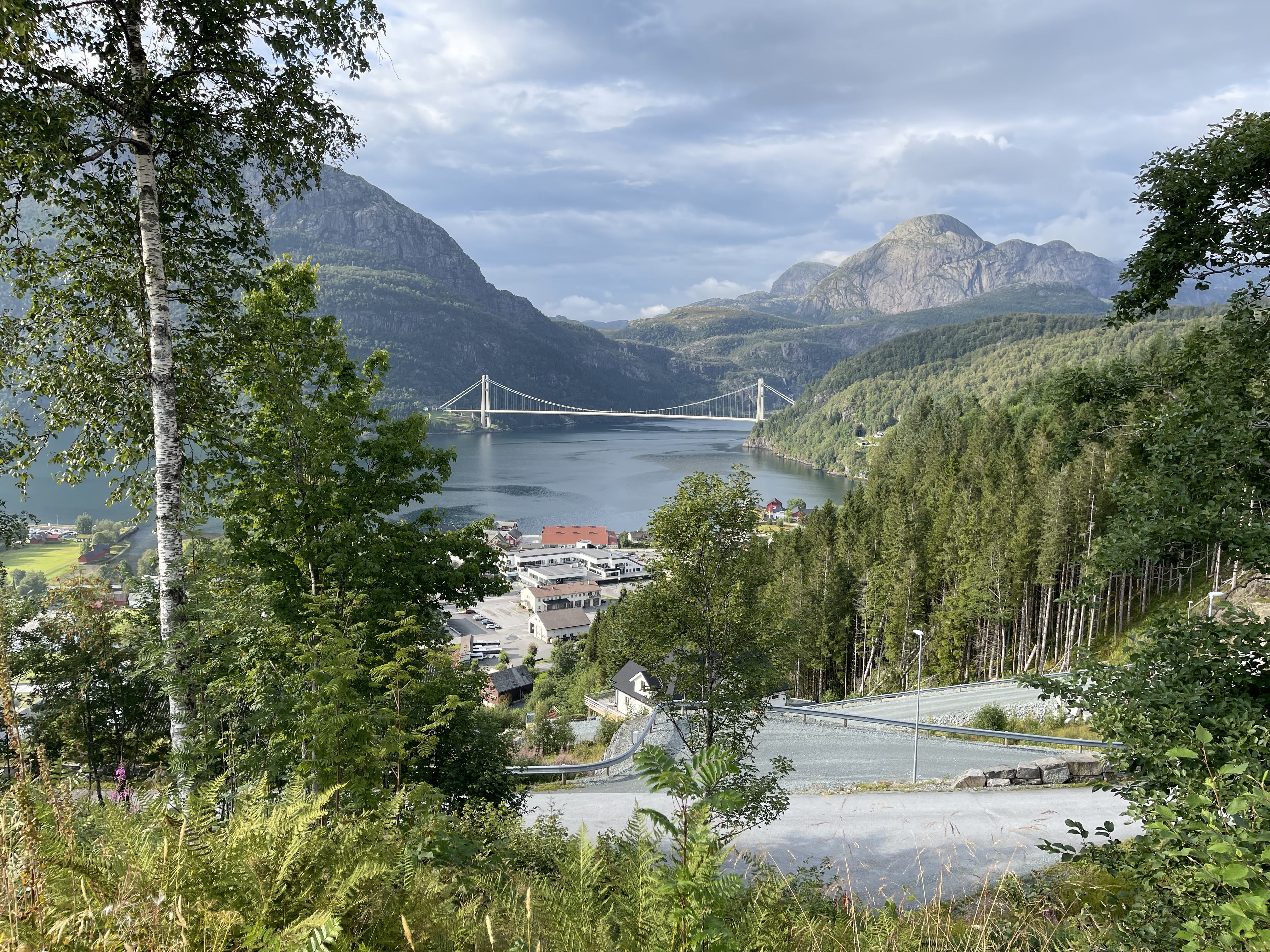
Blick über Dale i Sunnfjord und die Dalsfjordbrücke

Eine im Jahr 2013 fertiggestellte Brücke verbindet Dale mit der Askvoll-Kommune und Busse fahren nach Førde, Rysjedalsvika, Hyllestad und in den Westen der Kommune. Der Førde Airport, Bringeland, befindet sich 28 km östlich. Von dort gehen Flüge nach Oslo und Bergen.

## Geschichte

### Etymologie
Vor 1912 hieß die Gemeinde, die heute in Sunnfjord, Askvoll und Fjaler geteilt ist, Ytre Holmedal, wobei Holmedal ein alter Name für die Gegend im Südwesten des Dalsfjords ist. Der Name „Fjaler“ stammt vermutlich vom altnordischen fjǫl, was so viel wie „Kante“ oder „Rand“ heißt und sich wahrscheinlich auf die steil abfallende Südflanke des Berges „Heileberget“ nördlich von Dale bezieht.

### Geschichte der Kommune
Funde aus dem Steinzeitalter bezeugen eine Besiedelung des Gebietes seit mehr als 6000 Jahren. Funde aus der Eisenzeit weisen zudem darauf hin, dass in Fjaler reiche und mächtige Menschen siedelten.
In Snorre Sturlasons Königssagen ist bereits die Rede von einem Verwaltungsdistrikt Fjalir, dessen Zentrum vermutlich Dale war, das auch dem Fjord seinen Namen gab. In Dale befand sich außerdem die historische Ting- und Gerichtsstätte Dingemoen.
In Korssund, im Westen der Kommune, findet sich auch heute noch eins der ältesten Steinkreuze Norwegens aus der Zeit der Christianisierung des Landes 950–1050.
Dale war und ist bis heute ein wichtiges Schulzentrum in der Region. Im 19. Jahrhundert gab es in Fjaler unter anderen ein Mädcheninternat für Mädchen aus gehobeneren Schichten, eine Volkshochschule und ein Internat für schwer erziehbare Jungen. Heute gibt es in der Gemeinde noch mehrere Grundschulen, eine Mittelschule und eine weiterführende Schule in Dale. Im Ort Flekke befindet sich zudem das United World College Red Cross Nordic, ein United World College.

## Bekannte Personen aus Fjaler
- Gaahl (* 1975), Black-Metal-Sänger und Maler
- Jakob Sande (1906–1967), Schriftsteller, Dichter und Sänger
- Kjerstin Boge Solås (* 1997), Handballnationalspielerin

## Sehenswürdigkeiten

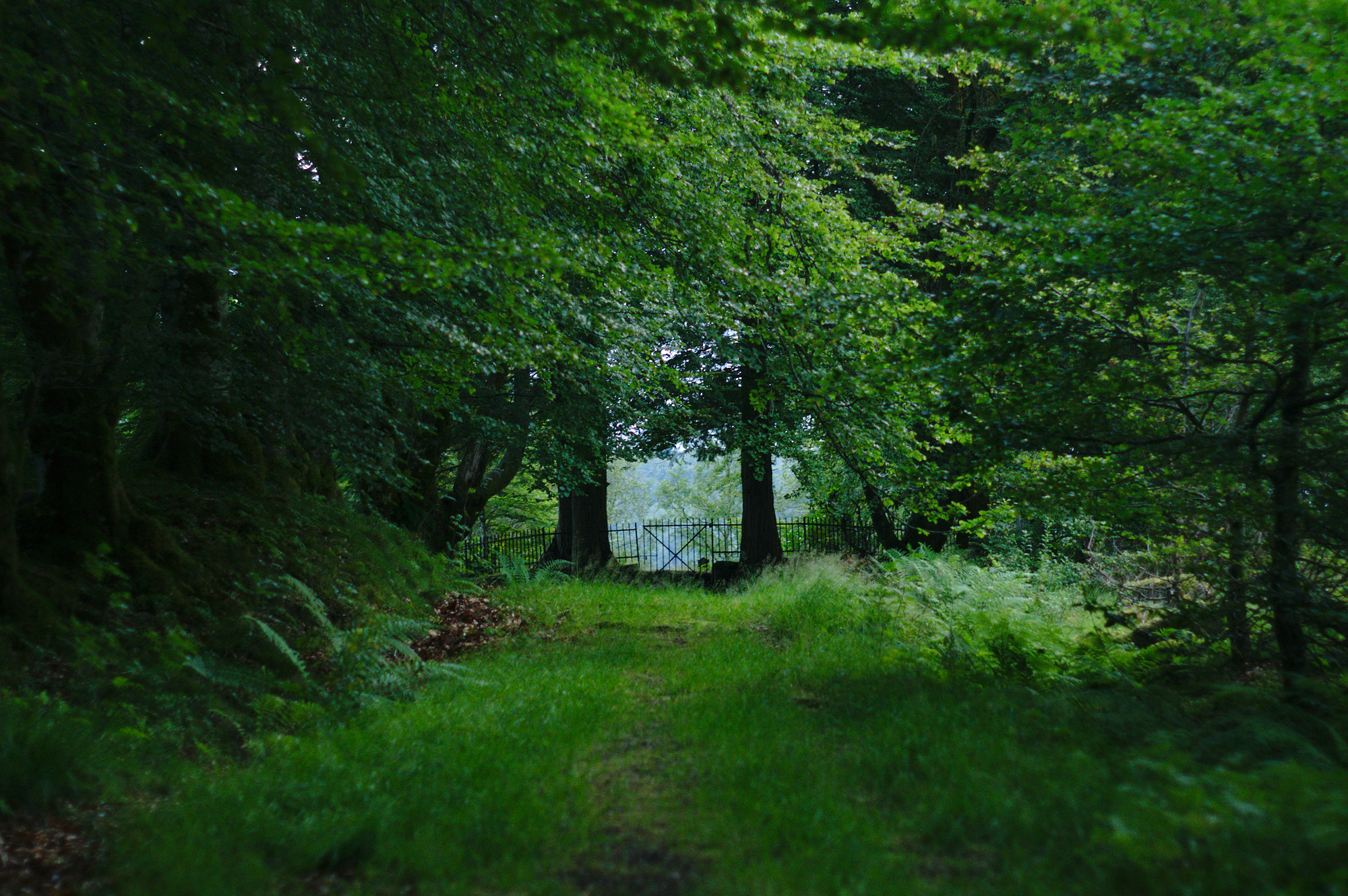
Eingang zum Familienfriedhof Fredensborg

Im Westen der Kommune befinden sich die Plätze Lammetun und Fure. Hier findet man Reste der „Festung Norwegen“ – ein Teil der deutschen Abwehr während des Zweiten Weltkriegs. Jedes Jahr besuchen deutsche Touristen diesen Bereich. In der Nähe der Anlagen liegt auch der alte Handelsplatz Korssund mit dem oben beschriebenen Steinkreuz.
In Dale i Sunnfjord steht eine Holzkirche aus dem Jahr 1864 und außerdem ist das Geburtshaus Jakob Sandes für Besichtigungen geöffnet. Bei Flekke gibt es zudem das Gut Lillingstonheimen, das ein englischer Priester im 19. Jahrhundert für seine Familie gekauft und eingerichtet hatte. In der Nähe befindet sich auch der Privatfriedhof der vormaligen Besitzerfamilie des Hofes, Fredensborg.